# Sörényes juh

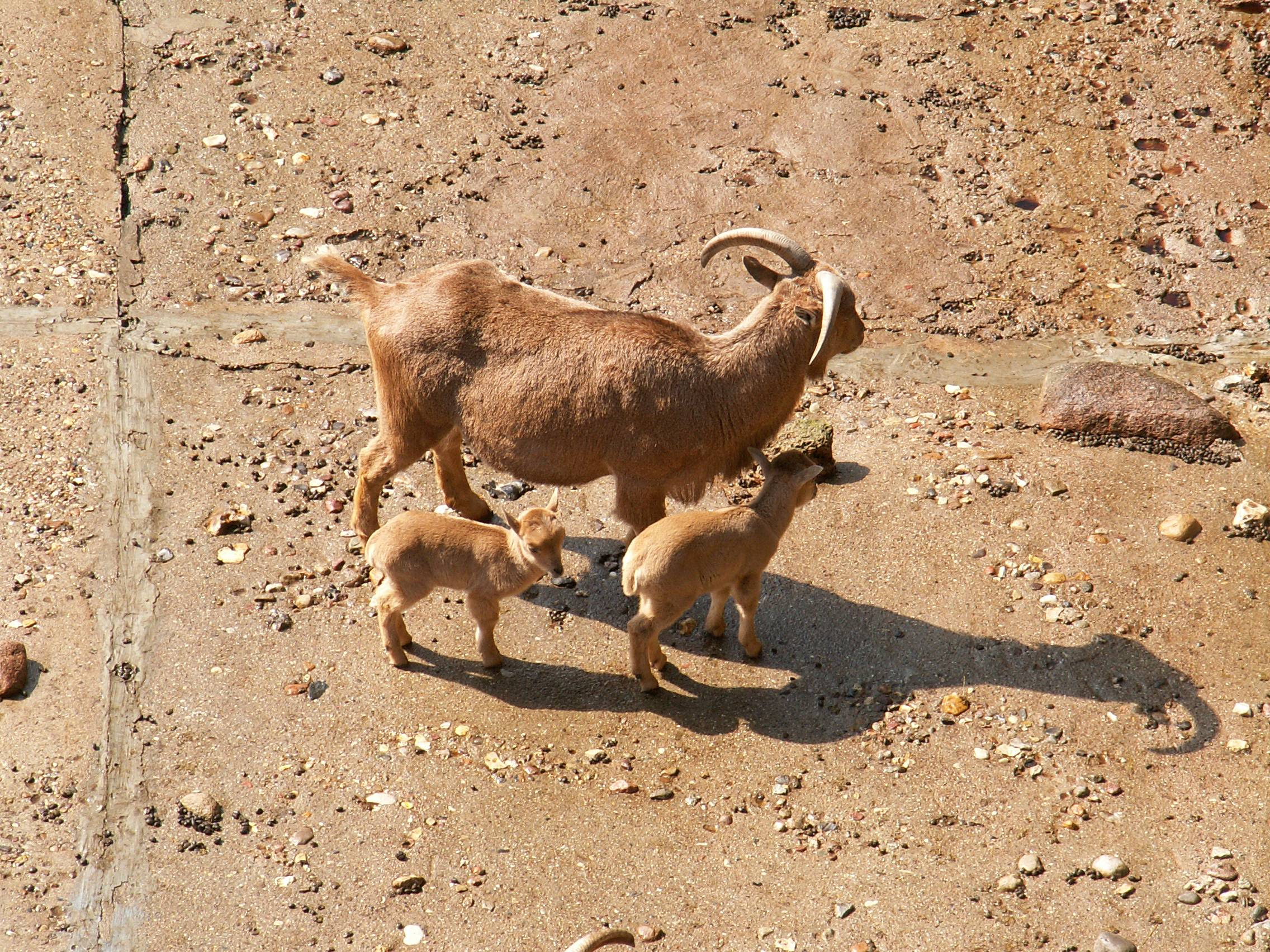
Sörényes juh nőstény a kicsinyeivel

A sörényes juh (Ammotragus lervia) az emlősök (Mammalia) osztályának párosujjú patások (Artiodactyla) rendjébe, ezen belül a tülkösszarvúak (Bovidae) családjába és a kecskeformák (Caprinae) alcsaládjába tartozó faj.
Nemének az egyetlen faja.

## Előfordulása
A sörényes juh Észak-Afrikában őshonos, az Atlanti-óceántól a Vörös-tengerig és dél felé Maliig, valamint Szudánban. Meghonosították Kaliforniában, Új-Mexikóban és az Erie-tó szigetein. Sürgős intézkedésekre van szükség, mivel a sörényes juhok elterjedési területük egyes részein erősen megritkultak vagy már ki is pusztultak. A hosszú száraz időszakok ugyancsak megtizedelik az állományokat.

## Alfajai
- Ammotragus lervia lervia Pallas, 1777 - sebezhető
- Ammotragus lervia angusi W. Rothschild, 1921 - sebezhető
- Ammotragus lervia blainei W. Rothschild, 1913 - sebezhető
- Ammotragus lervia fassini Lepri, 1930 - sebezhető
- Ammotragus lervia ornata I. Geoffroy Saint-Hilaire, 1827 - korábban kihaltnak vélték, de még mindig megtalálható Egyiptom keleti sivatagjában
- Ammotragus lervia sahariensis W. Rothschild, 1913 - sebezhető

Közeli rokonsága nem ismert. Kecske- és juhszerű jellegzetességei is vannak, és keresztezhető a házi kecskével. Jobb híján jelenleg egy külön nembe sorolják, aminek további besorolása szintén vitatott. Az Ammotragus görög eredetű, jelentése homoki kecske. Az angol Aoudad elnevezés a berberből származik. A német Mähnenspringer nevet Bernhard Grzimek vezette be, aki az addig használt Mähnenschaf szót nem tartotta megfelelőnek. Spanyol neve arruis, és egy időben a Spanyol Légió kabalafigurája volt.

## Megjelenése
A sörényes juh fej-törzshossza 150 centiméter, farokhossza 15-25 centiméter, marmagassága 60-90 centiméter. A hím testtömege 40-140 kilogramm, a nőstényé 35-60 kilogramm. Testfelépítése nevével ellentétben, inkább a kecskéére hasonlít, vörhenyes-barna szőrzete rövid, kemény felszőrből és puha alszőrzetből tevődik össze. Bundája az öregedéssel egyre sötétebbé válik. Lábszára erős, patája még a göröngyös sziklán is biztonságos járást tesz. A sörény puha és sűrű, állától a melléig húzódik, a mellső lábak tövénél elágazik; általában világosabb, mint a szőrzet többi része. Feje hosszú, fülei kicsik és hegyesek, orrlyukai ferdén metszettek. Nagy, akár 76 cm hosszú szarva ívelt és háromszög keresztmetszetű, jól kivehető harántbordázattal („gyűrűzéssel”). Szarva mindkét nemnek van, de a kosnak nagyobb, mint a nősténynek. Farka a kecskééhez hasonlóan rövid; a csupasz alsó részen szagmirigyekkel.

## Életmódja
Sivatagok, félsivatagok sziklás vidékein fordul elő. Kitűnő hegymászó, hajnalban és szürkületkor aktív. Mivel élőhelyén nem tud elbújni, ezért a magasabb és meredekebb sziklák közé menekül, ha támadás éri. Üldözőjét ugrásokkal igyekszik megzavarni. Mozgékony, álló helyzetből akár 2 méteres ugrásokra is képes. Fő ragadozói a berber leopárd, a berber oroszlán és a karakál voltak, de ma egyedül az ember veszélyezteti.
A sörényes juh kis családi közösségekben él, ami néhány anyából, az utódaikból és egy bakból áll, akinek néha meg kell védenie a helyzetét más bakoktól. A küzdelemben szarvukkal vívnak egymással. Tápláléka fűfélék, levelek és lágy szárú növények. Akár egy hétig is kibírja víz nélkül; ekkor harmatból vagy táplálékából szerez vizet. Ha lehetősége adódik rá, akkor sokat iszik, és ha elég sok víz áll rendelkezésére, akkor fürdik is. Vándor életet él, bejárva a hegység szikláit. 
Az állat akár 24 évig is élhet.

## Szaporodása
Az ivarérettséget 1-2 éves korban éri el. A párzási időszak október–november között van, bár ezen az időn kívül is párosodhat. A vemhesség 150-165 napig tart, melynek végén a nőstény 1-3 utódot hoz a világra, akik nem sokkal születésük után ugyanúgy másznak sziklát, mint szüleik. A bárányok 3-4 kilogrammosak és két-három napig az anyjuk külön tartja a csordától. Az elválasztás 3-4 hónap után következik be. Az ivarérettséget 18 hónaposan érik el.

## Fenyegetések
A Szahara lakói régóta vadásszák, és minden testrészét felhasználják. A lőfegyverek elterjedésével azonban nagyon megritkult, így az IUCN sebezhetőnek sorolta be. Az egyiptomi A. l. ornata alfajt sokáig kihaltnak hitték, és a 20. század végén fedezték fel újra.
A 20. század elején betelepítették Kaliforniába, Texasba és Új-Mexikóba. Ottani állománya elérte az ezres létszámot. A természetvédők attól tartanak, hogy eléri a kanadai vadjuh elterjedési területét, és kiszorítja az őshonos fajt. Spanyolországban a Sierra Espuñaban szintén él egy betelepített állománya, és itt gyakori is. Alkalmazkodóképességük miatt könnyen tovább tudnak terjedni, így elérte az Alicante, Almería, Granada, és Murcia tartományokat. Az őshonos patásoknak vetélytársat jelent. A Kanári-szigetek közül La Palmára is betelepítették, ahol az őshonos növényzetre jelent veszélyt.

## Állatkertekben
Állatkertekben elterjedt faj. Magyarországon a Budapesti Állatkertben, a Nyíregyházi Állatparkban, a Veszprémi Állatkertben, a Debreceni Állatkertben, a Kecskeméti Vadaskertben, a Győri Állatkertben és a Miskolci Állatkertben tartanak sörényes juhokat.

## Fordítás
- Ez a szócikk részben vagy egészben  a   Mähnenspringer című német Wikipédia-szócikk fordításán alapul.  Az eredeti cikk szerkesztőit annak laptörténete sorolja fel. Ez a jelzés csupán a megfogalmazás eredetét és a szerzői jogokat jelzi, nem szolgál a cikkben szereplő információk forrásmegjelöléseként.
- Ez a szócikk részben vagy egészben  a   Barbary sheep című angol Wikipédia-szócikk ezen változatának fordításán alapul.  Az eredeti cikk szerkesztőit annak laptörténete sorolja fel. Ez a jelzés csupán a megfogalmazás eredetét és a szerzői jogokat jelzi, nem szolgál a cikkben szereplő információk forrásmegjelöléseként.